# Bulbophyllum lilianae
Bulbophyllum lilianae är en orkidéart som beskrevs av Alfred Barton Rendle. Bulbophyllum lilianae ingår i släktet Bulbophyllum och familjen orkidéer. Inga underarter finns listade i Catalogue of Life.